# モーニングディライト
モーニングディライトは、2013年10月開始の南海放送のラジオ番組。
2013年春改編でスタートした、ワイド番組「エブリモーニング」が半年で終了することになり、それを引き継ぐ番組として開始。概ねの内容を引き継いではいるが、ややニュース色を濃くした内容となっている。
2014年秋でマイナーチェンジも施されているため『モーニングディライト』の統一タイトルを用いることにする。
2020年9月25日までは開始時刻が6:55であったが、2020年9月28日より開始時刻が7:15となり、『歌のない歌謡曲』は単独番組となった。
2020年10月現在、2025年3月28日まで
月～木前半は『山下泰則のモーニングディライト』、
月～木後半は『モーニングディライト ブリーズ』、
金曜日は『江刺伯洋のモーニングディライト』
として放送されていたが、2025年3月31日より、月～木後半は『熊本フミのどーならい！』に改題された。だが、番組内容に大きな変更はないため、本項で合わせて説明する。
2023年9月29日で『歌のない歌謡曲』が終了したため、翌週10月2日からは7:00開始となる。
また、「帯番組のワンマン放送化」の方針に則り、3番組とも、2025年3月31日現在、プレゼンター自らがディレクション及びコンソール操作等を行うワンマン放送番組となっている。（ただし、ADはつく。）

## モーニングディライト えひめ
『モーニングディライト えひめ』は2013年10月スタート。平日の6:55 - 11:10まで放送されているが、木曜のみ「ぶっくまーく!!」放送のため10:25までとなる。
プレゼンターはRNBテレビ夕方のニュース「NEWS チャンネル4」を担当してきた和氣孝治と熊本フミ。「愛媛の朝がニュースに染まる」をキャッチフレーズにニュースワイドゾーンを設けるなどニュース色を最も濃くした期間である。
また、木曜 10:25 - 11:10の「ぶっくまーく!!」には小谷渉子とともに和氣も出演した。
和氣が「NEWS チャンネル4」に復帰することとなり、2014年9月でこの体制は終了した。

## 山下泰則のモーニングディライト
『山下泰則のモーニングディライト』（やましたやすのりのモーニングディライト）は2014年10月スタート。『モーニングディライトえひめ』の月曜 - 木曜の前半パートにあたる。プレゼンターを務める山下泰則アナウンサーは東京支社勤務から戻ってきて久しぶりとなるラジオの生ワイド担当となった（「やまちゃんの日曜日」以来4年半ぶり）。キャッチフレーズはMORE NEWS!。
当初は6:55 - 9:30を引き継いだが、後述する『ブリーズ』スタートに伴い2015年3月30日より30分縮小された。それと同時に一部マイナーチェンジを行った。
2023年10月2日からは開始時間繰り上げ等によりさらにマイナーチェンジが実施されている。

### タイムテーブル
- 07:00 オープニング
- 07:10 気になるニュース&ウェザー
- 07:25 情報宝島（LF）
- 07:30 愛媛新聞ニュース
- 07:49 レースガイド
- 07:51 交通情報
- 07:55 愛媛新聞ニュース
- 08:00 日本全国8時です（TBS）
- 08:15 交通情報
- 08:27 羽田美智子のいってらっしゃい（LF）
- 08:35 武田鉄矢・今朝の三枚おろし（QR）
- 08:45 Ｓａｖｅ　Ｓｉｌｖｅｒ　えひめ
- 08:55 クロージング

## モーニングディライト2部⇒モーニングディライト ブリーズ⇒熊本フミのどーならい！
『モーニングディライト2部』（モーニングディライトにぶ）は2014年10月スタート。『モーニングディライトえひめ』の月曜 - 木曜の後半パートにあたる。プレゼンターは熊本フミ。
当初は9:30 - 11:10（木は10:25）を引き継いだが、2015年3月30日より『モーニングディライト ブリーズ』に模様替えした。キャッチフレーズはMORE MUSIC!。さらに、「番組名が長い」と感じていた熊本の発案により、番組名をメールや南海放送アプリを使った投票企画で公募。2025年3月31日より『熊本フミのどーならい！』に改題された。

### タイムテーブル
- 09:00 オープニング
- 09:05 交通情報
- 09:15（月·火·木）ラジオショッピング
- 09:30 愛媛新聞ニュース
- 09:40（月·火·水）ラジオショッピング
- 09:55 愛媛新聞ニュース
- 10:00 夏井いつきの一句一遊＜夏井いつき＞
- 10:20 日替わりコーナー
  - （火）クロダくんのフィールドノート
  - （木）動物パラダイス
- 10:25 日替わりコーナー
  - （月）Let's サイクリング
  - （水）ペットピ
- 10:35 キヤピイ情報
- 10:45 (月·火·水) ラジオショッピング
- 10:55 愛媛新聞ニュース
- 11:00 ランチリクエスト
- 11:05 クロージング

## 江刺伯洋のモーニングディライト
『江刺伯洋のモーニングディライト』は2014年10月スタート。『モーニングディライトえひめ』の金曜日を全体的に引き継いだ。開始時のタイトルは『らくさぶろうのモーニングディライト』であり、プレゼンターはらくさぶろう（『エブリモーニング』から1年ぶりの復帰）と水口佳美（木曜2部兼任）で、2人体制も引き継いだ格好である。キャッチフレーズはMORE LIVE!。らくさぶろうが2019年7月21日に行われた参院選へ立候補したため、降板した後は、江刺伯洋が引継ぎ『江刺伯洋のモーニングディライト』とタイトルを変更。
『山下泰則のモーニングディライト』と同様、2023年10月6日から放送時間繰り上げ等でマイナーチェンジを実施。

### タイムテーブル
- 07:00 オープニング
- 07:10 気になるニュース&ウェザー
- 07:25 情報宝島（LF）
- 07:30 愛媛新聞ニュース
- 07:35 きょうの天気予報
- 07:49 レースガイド
- 07:51 交通情報
- 07:55 愛媛新聞ニュース
- 08:00 日本全国8時です（TBS）
- 08:15 交通情報
- 08:27 羽田美智子のいってらっしゃい（LF）
- 08:32 愛媛新聞ニュース
- 08:35 武田鉄矢・今朝の三枚おろし（QR）
- 09:05 交通情報
- 09:10 晴活堂ラジオショッピング
- 09:20 サッカー魂Radio
- 09:30 愛媛新聞ニュース
- 09:35 ＪＡ愛媛たいきプレゼンツ　丹下真奈のたいきのらじお
- 09:45 はぴねすくらぶラジオショッピング
- 09:55 愛媛新聞ニュース
- 10:00 夏井いつきの一句一遊＜夏井いつき＞
- 10:15 さあ始めよう　ハッピーエンディング
- 10:35 キヤピイ情報
- 10:40 ハッピーさぶっ！
- 10:55 愛媛新聞ニュース
- 11:00 ランチリクエスト
- 11:05 クロージング